# El videojuego como forma de arte
El concepto de el videojuego como forma de arte es un tema controvertido dentro de la industria del entretenimiento. Si bien los videojuegos han recibido protección legal como obras creativas por parte de la Corte Suprema de los Estados Unidos, la proposición filosófica de que los videojuegos son obras de arte sigue siendo cuestionada, incluso, teniendo en cuenta la contribución de elementos expresivos como gráficos, narraciones, o música.
Si bien muchos videojuegos son reconocidos como arte por sus imágenes y narraciones visuales, otra clase de juegos han llamado la atención por crear una experiencia emocional para el jugador, generalmente al hacer que el usuario interprete a un personaje en una situación que induce al estrés, temas relacionados con la pobreza, la sexualidad y las enfermedades físicas y mentales. Tales juegos se consideran ejemplos de un juego de empatía, descrito libremente por Patrick Begley del Sydney Morning Herald como juegos que «piden a los jugadores que habiten en los mundos emocionales de sus personajes».
Para muchos críticos, los videojuegos sí poseen una carga artística, debido a que el lenguaje del videojuego es la interacción, algo que solo es posible en el videojuego y lo diferencia del resto de medios artísticos.

## Historia
La primera consideración institucional del videojuego como una forma de arte se produjo a fines de la década de 1980, cuando los museos de arte comenzaron a exhibir retrospectivamente juegos de primera y segunda generación obsoletos. En exposiciones como "Hot Circuits: A Video Arcade" (en el Museum of the Moving Image) de 1989, los videojuegos se presentaron como obras preformadas cuya calidad como arte provino de la intención del conservador de exhibirlas como arte.
El concepto del videojuego como un readymade al estilo de Duchamp o como objeto encontrado resonó en los primeros desarrolladores del juego artístico. En su artículo de Arte y cultura digital de 2003, "Arcade Classics Span Art? Current Trends in the Art Game Genre", la profesora Tiffany Holmes señaló que una tendencia emergente significativa dentro de la comunidad del arte digital fue el desarrollo de piezas de videojuegos reproducibles que hacen referencia o rinden homenaje a obras clásicas anteriores como Breakout, Asteroids, Pac-Man y Burgertime. Al modificar el código de los primeros juegos simplistas o al crear modificaciones artísticas para juegos más complejos como Quake, el género de juegos artísticos surgió de la intersección de juegos comerciales y arte digital contemporáneo.
El 20 de abril de 2005 Danny Ledonne publicaba el controvertido Super Columbine Massacre RPG! de forma anónima, publicando una declaración de artista sobre su obra cuando se reveló su identidad. Posteriormente, este se convertía en un portavoz de los videojuegos como forma de arte.

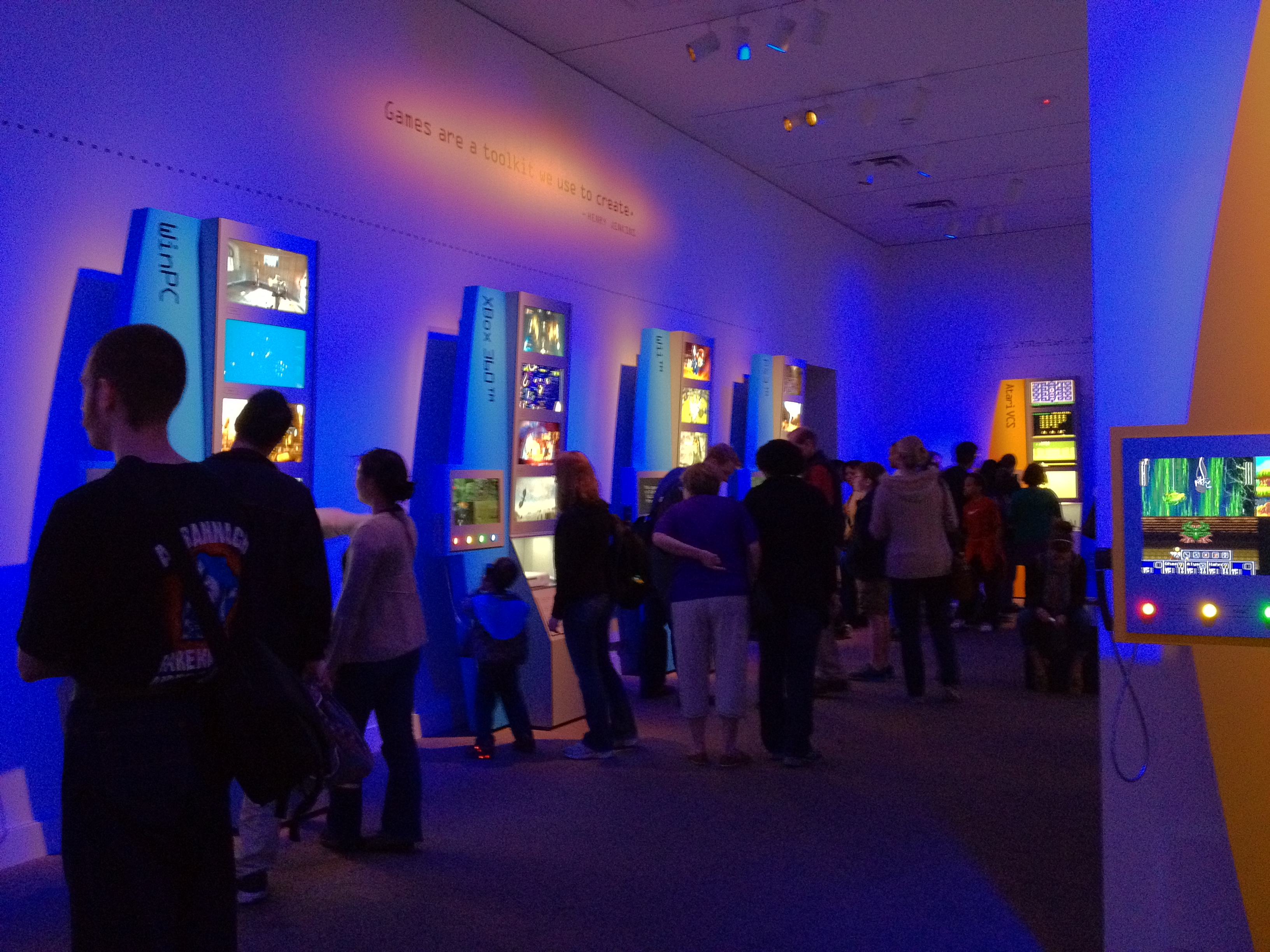
Visitantes en la exhibición de videojuegos en el Smithsonian American Art Museum.

En marzo de 2006, el Ministro de Cultura francés caracterizó a los videojuegos como bienes culturales y como "una forma de expresión artística", otorgando a la industria un subsidio fiscal e induciendo a dos diseñadores de juegos franceses (Michel Ancel, Frédérick Raynal) y un diseñador de juegos japonés. (Shigeru Miyamoto) en la Orden de las Artes y las Letras. En mayo de 2011, la National Endowment for the Arts de Estados Unidos, al aceptar subvenciones para proyectos de arte para 2012, amplió los proyectos permitidos para incluir "juegos interactivos", promoviendo el reconocimiento de los videojuegos como una forma de arte. De manera similar, la Corte Suprema de los Estados Unidos dictaminó que los videojuegos estaban protegidos por discursos como otras formas de arte en la decisión de junio de 2011 para Brown v. Entertainment Merchants Association. 
En Alemania, antes de agosto de 2018, el organismo de calificación del software "Unterhaltungssoftware Selbstkontrolle" (USK) aplicó la sección 86a de Strafgesetzbuch, con ello el gobierno alemán, prohibió la venta de juegos que contenían imágenes de grupos extremistas como nazis; mientras que la Sección 86a permitía el uso de estas imágenes en trabajos artísticos y científicos, no se consideraba que los videojuegos tuvieran un uso artístico. El 9 de agosto de 2018, el gobierno alemán reconoce parte de la naturaleza artística de los videojuegos y suavizó la restricción en la Sección 86a, permitiendo a USK considerar juegos con tales imágenes siempre que se encuentren dentro de la cláusula de adecuación social de la Sección 86a.
Las líneas entre los videojuegos y el arte se vuelven borrosas cuando las exposiciones se ajustan a las etiquetas tanto del juego como del arte interactivo. El Smithsonian American Art Museum realizó una exhibición en 2012, titulada "El arte de los videojuegos", que fue diseñada para demostrar la naturaleza artística de los videojuegos, incluido el impacto de las obras más antiguas y la posterior influencia de los videojuegos en la cultura creativa. El Smithsonian más tarde agregó Flower y Halo 2600, juegos de esta colección, como exposiciones permanentes dentro del museo. De manera similar, el Museo de Arte Moderno de la ciudad de Nueva York tiene como objetivo reunir cuarenta videojuegos de importancia histórica en su formato original para exhibir, mostrando el diseño de interacción del videojuegos como parte de un esfuerzo más amplio para "celebrar los juegos como un medio artístico". La exhibición de arte anual Into the Pixel, celebrada en el E3, destaca el arte de los videojuegos seleccionados por un panel de profesionales de los videojuegos y de la industria del arte.
Durante 2021, se ha desarrollado una exposición en el Caixa forum de Madrid que narra este tema desde otra perspectiva.

## Controversia
La caracterización de los juegos como obras de arte ha sido controvertida. Aunque reconocen que los juegos pueden contener elementos artísticos en sus formas tradicionales, como el arte gráfico, la música y la historia, varias figuras notables han avanzado en la posición de que los juegos no son obras de arte y que nunca pueden ser llamados arte.

### Estatus legal
Los tribunales estadounidenses comenzaron a examinar la cuestión de si los videojuegos tenían derecho a garantías constitucionales de libertad de expresión como en la Primera Enmienda, en marzo de 1982, en una serie de juicios decididos de manera similar en 1982 y 1983, se comenzó a establecer un precedente para encontrar que los videojuegos no eran más expresivos que el pinball, el ajedrez, los juegos de mesa, cartas o los deportes organizados. Esto comenzó a cambiar en el año 2000 cuando algunos tribunales comenzaron a tomar decisiones en distinción y forjaron excepciones limitadas para algunos elementos de los videojuegos.
En abril de 2002, la controversia sobre el tema seguía siendo una realidad legal, ya que el juez Stephen N. Limbaugh, al revisar el juegos como Resident Evil. Mortal Kombat, DOOM y Fear Effect se dijo: "al igual que el bingo, el Tribunal no ve cómo los videojuegos expresan ideas, impresiones, sentimientos o información no relacionada con el juego en sí". En 2011 el Tribunal Supremo de los Estados Unidos dictaminó que los juegos tienen derecho a la protección de la Primera Enmienda, con la opinión de la mayoría que dice "Al igual que los libros, juegos y películas protegidos que los precedieron, los videojuegos comunican ideas e incluso mensajes sociales: a través de muchos dispositivos literarios familiares (como personajes, diálogos, argumentos y música) y mediante características distintivas del medio (como la interacción del jugador con el mundo virtual). Eso es suficiente para conferir protección de la Primera Enmienda".

### Legitimidad
Las formas de arte emergente dependen de las comunidades existentes para el reconocimiento y la legitimación de la misma, incluso cuando compiten con esos titulares por el apoyo ideológico y material. Los juegos han enfrentado la sospecha de los críticos de los medios establecidos, al igual que una vez se dudó del cine, la televisión y los cómics. Keith Stewart, editor de juegos de The Guardian, considera que los medios de comunicación tradicionales prefieren acercarse a los juegos desde el ángulo de las historias humanas que los rodean, lo que hace que los juegos independientes con creadores identificables sean atractivos para los periodistas. Las comunidades críticas dedicadas a los juegos también han adoptado la teoría de los autores sobre el potencial artístico de los juegos, tal como se basa en las visiones creativas de los creadores únicos. John Lanchester, del London Review of Books, señaló que incluso cuando los videojuegos se convierten en un mercado más grande por ingresos en comparación con las películas y los libros, la cantidad de atención que se presta a los videojuegos generalmente se delega a un conjunto limitado de fuentes y no se incluye fácilmente en el " Discurso cultural ".
La diseñadora de videojuegos Kim Swift cree que los juegos pueden ser artísticos, pero niega que deban ser arte para tener valor cultural. Ella siente que los videojuegos deben aspirar a ser juguetes a través de los cuales los adultos pueden ejercer su imaginación.

### Roger Ebert en los videojuegos como arte
La cuestión sobre si los videojuegos son arte llegó a una amplia atención pública a mediados de la década de la década de los 2000 cuando el crítico de cine Roger Ebert participó en una serie de debates controvertidos. En 2005, luego de una discusión en línea sobre si el conocimiento del juego Doom era esencial para una apreciación adecuada de la película Doom (que Ebert había calificado con una estrella sobre cuatro). Ebert describió el videojuego como no artístico, y como un medio incomparable a otras formas de arte tradicionales:

Que yo sepa, nadie dentro o fuera del campo ha podido citar un juego digno de comparación con los grandes dramaturgos, poetas, cineastas, novelistas y compositores. Que un juego puede aspirar a la importancia artística como experiencia visual, lo acepto. Pero para la mayoría de los jugadores, los videojuegos representan una pérdida de esas horas preciosas que tenemos disponibles para hacernos más cultos, civilizados y empáticos.
Roger Ebert.

Ebert afirmaba que los videojuegos no pueden considerarse bellas artes debido a su atractivo comercial y su estructura narrativa basadas en la elección del jugador.
En 2006, Ebert participó en una mesa redonda en la Conference on World Affairs titulada "Un debate épico: ¿Son los videojuegos una forma de arte?" en el que afirmó que los videojuegos no exploran el significado del ser humano como lo hacen otras formas de arte. Un año más tarde, en respuesta a los comentarios de Clive Barker en la mesa redonda, Ebert señaló que en el videojuego, el jugador puede arruinar la obra de arte al interactuar con el. Como ejemplo, Ebert planteó la idea de una versión de Romeo y Julieta que permitiría un final feliz opcional. Tal opción, según Ebert, debilitaría la expresión artística de la obra original.
En abril de 2010, Ebert publicó un ensayo en el que diseccionó una presentación hecha por Kellee Santiago de thatgamecompany en la Technology Design Design Conference en 2009, donde nuevamente afirmó que los juegos nunca pueden ser arte, debido a sus reglas y su interactividad basada en objetivos.

Una diferencia obvia entre el arte y los juegos es que puedes ganar un juego. Tiene reglas, puntos, objetivos y un resultado. Santiago podría citar un juego inmersivo sin puntos ni reglas, pero yo diría que entonces deja de ser un juego y se convierte en una representación de una historia, una novela, una obra de teatro, un baile, una película. Esas son cosas que no puedes ganar; Solo puedes experimentarlos.
Roger Ebert.

El ensayo de Ebert fue duramente criticado por la comunidad de jugadores, incluida la propia Santiago. Ebert luego modificó sus comentarios en 2010, admitiendo que los juegos pueden ser arte en un sentido no tradicional, que había disfrutado jugando a Cosmology of Kyoto respondiendo a sus argumentos originales. Ebert no se involucró nuevamente en el tema.

## Otras críticas notables
En una entrevista de 2006 con la revista oficial de PlayStation 2 de los Estados Unidos, el diseñador de juegos Hideo Kojima estuvo de acuerdo con la evaluación de Ebert de que los videojuegos no son arte. Kojima reconoció que los juegos pueden contener obras de arte, pero enfatizó la naturaleza intrínsecamente popular de los videojuegos, en contraste con los intereses de nicho que ofrece el arte. Dado que el ideal más alto de todos los videojuegos es lograr la satisfacción del jugador al 100%, mientras que el arte está dirigido a al menos una persona, Kojima argumentó que la creación de videojuegos es más un servicio que un esfuerzo artístico.
En la conferencia de Historia del Arte de los Juegos de 2010, Michael Samyn y Auriea Harvey (miembros fundadores del estudio independiente Tale of Tales), argumentaron en términos inequívocos que los juegos "no son arte" y que en general son "una pérdida de tiempo". "La distinción entre los juegos y el arte de Tale of Tales es la naturaleza intencional de los juegos en lugar del arte: mientras que los humanos poseen una necesidad biológica que solo se satisface con el juego, argumenta Samyn, y como el juego se ha manifestado en forma de juegos, Los juegos no representan más que una necesidad fisiológica. El arte, por otro lado, no se crea a partir de una necesidad física, sino que representa una búsqueda de propósitos superiores. Por lo tanto, el hecho de que un juego actúe para satisfacer las necesidades físicas del jugador es suficiente, según Samyn, para descalificarlo como arte.
Los jugadores estaban sorprendidos por esta postura controvertida debido a la frecuencia de las caracterizaciones de terceros de las producciones de Tale of Tales como "juegos de arte", sin embargo, Tale of Tales aclaró que los juegos que estaban haciendo simplemente expandían la concepción de los juegos. La caracterización de sus juegos como "juegos de arte", señaló Samyn, fue simplemente un subproducto del estancamiento imaginativo y la falta de progresismo en la industria de los videojuegos. Mientras que Tale of Tales reconoció que los medios de comunicación antiguos con comunicación en una sola dirección no eran suficientes, y que la comunicación en dos vías a través de las computadoras ofrece el camino para el arte, el estudio argumentó que la industria de los videojuegos mantiene como rehén a esa comunicación. Para habilitar y fomentar este arte futurista de dos vías, sugiere Tale of Tales, el concepto de "juego" debe ser eviscerado por juegos que no encajan dentro del paradigma actual y luego "la vida debe ser respirada en la carcasa" a través de la creación de las obras de arte que Samyn y Harvey denominan "no juegos".
En 2011, Samyn refinó aún más su argumento de que los juegos no son arte al enfatizar el hecho de que los juegos son sistemáticos y se basan en reglas. Samyn identificó un énfasis de la industria en la mecánica del juego como responsable directo de la marginación de la narrativa artística en los juegos y describió los videojuegos modernos como poco más que un deporte digital. Señalando problemas sistémicos, Samyn criticó el modelo actual por el cual el artista putativo debe trabajar a través de un equipo de desarrollo grande y altamente eficiente que puede no compartir la visión del artista. Sin embargo, Samyn no rechaza la idea de que los juegos, como medio, pueden usarse para crear arte. Para crear arte utilizando el medio del videojuego, Samyn sugiere que el mensaje artístico debe preceder a los medios de su expresión en la guía de la mecánica del juego, el desarrollo de la "diversión" o las consideraciones económicas deben dejar de guiar la creación de la obra y el desarrollo. El proceso debe abarcar un modelo en el que la visión de un solo artista-autor adquiera una primacía central.
En 2012, el crítico de arte de The Guardian, Jonathan Jones, publicó un artículo que argumentaba que los juegos son más como un patio de recreo y no como arte. Jones también señala que la naturaleza de la creación de videojuegos roba "la reacción de una persona a la vida" y que "nadie es dueño del juego, por lo que no hay un artista y, por lo tanto, no hay obras de arte".
En 2013, la periodista de videojuegos Patricia Hernández describió un rompecabezas en el juego de ficción interactiva Photopia. La solución del rompecabezas consiste en una revelación sobre el personaje jugable controlado del jugador, lo que sugiere que las experiencias que Hernández argumenta no se podrían hacer "tan poderosas como son" en ninguna otra forma de arte sin interactividad. Hernández dice que las narraciones en el medio interactivo ocurren en primera persona y en tiempo presente, que son "elementos fundamentales del medio interactivo".